# Alopecosa albostriata
Alopecosa albostriata är en spindelart som först beskrevs av Grube 1861.  Alopecosa albostriata ingår i släktet Alopecosa och familjen vargspindlar. Inga underarter finns listade i Catalogue of Life.